# Pollimyrus petherici
Pollimyrus petherici es una especie de pez elefante eléctrico en la familia Mormyridae presente en varias cuencas hidrográficas de África, entre ellas los ríos Nilo y Baro. Es nativa de Etiopía, Sudán y Uganda; puede alcanzar un tamaño aproximado de 20 cm.
Respecto al estado de conservación, se puede indicar que de acuerdo a la IUCN, esta especie puede catalogarse en la categoría «Menos preocupante (LC)».